# An Nội
An Nội là một xã thuộc huyện Bình Lục, tỉnh Hà Nam, Việt Nam.
Xã An Nội có diện tích 10,09 km², dân số năm 1999 là 7462 người, mật độ dân số đạt 740 người/km².